# پوپووکی (ناحیه برنو-تسوونتری)
پوپووکی (به چکی: Popůvky) یک منطقهٔ مسکونی در جمهوری چک است که در ناحیه برنو-تسوونتری واقع شده‌است. پوپووکی ۱٬۲۷۵ نفر جمعیت دارد.